# Hayden White
Hayden White (ur. 12 lipca 1928 w Martin, zm. 5 marca 2018) – amerykański historyk historiografii, historyk życia intelektualnego i filozof historii, krytyk kultury, emerytowany profesor historii świadomości na University of California w Santa Cruz oraz profesor literatury porównawczej na Stanford University.

## Życiorys
W 1991 roku został członkiem American Academy of Arts and Sciences. Otrzymał szereg doktoratów honoris causa od uczelni z całego świata: University of Michigan (1995), University of West Ontario (2004), Central European University w Budapeszcie (2005), Universitatea din București (2010) oraz Uniwersytetu Gdańskiego (30 czerwca 2011).

## Publikacje
Jego najbardziej znana książka to Metahistory. The Historical Imagination In Nineteenth-Century Europe (1973). White proponuje tam, by na historiografię spojrzeć jak na dzieło literackie. Twierdzi, że myślenie o świecie ma charakter narracyjny. Rzeczywistość to czysty strumień zdarzeń, które sami porządkujemy i wyjaśniamy. Historia jest dostępna tylko poprzez język. Do opowiadania przeszłości historyk wykorzystuje cztery tropy (teoria tropów White’a): metaforę, metonimię, synekdochę i ironię oraz cztery archetypowe wzorce fabularne (za Northropem Frye'em): romans, komedię, tragedię, satyrę. W jego teoriach znaczącą rolę miały opracowania Rolanda Barthes'a, Johna Austina oraz różne nurty marksizmu.  
White zajmował się również wykorzystaniem poetyki modernistycznej i postmodernistycznej oraz figuracji i estetyzacji w literaturze o Holokauście.    
Jego opracowania wywoływały kontrowersje. Wielu krytyków zarzucało mu, że próbuje zatrzeć różnicę między literaturą a historiografią, a więc między reprezentacjami fikcyjnymi a obiektywnymi opisami rzeczywistości.   
Inne jego ważne książki to: Tropics of Discourse. Essays in Cultural Criticism (1978), The Content of the Form. Narrative Discourse and Historical Representations (1987), Figural Realism. Studies in the Mimesis Effect (1999).
- "Historiography and Historiophoty", The American Historical Review, Vol. 93, No. 5 (Dec., 1988), pp. 1193–1199.
- "Historical Pluralism", Critical Inquiry, Vol. 12, No. 3 (Spring, 1986), pp. 480–493.
- "The Question of Narrative in Contemporary Historical Theory", History and Theory, Vol. 23, No. 1 (Feb., 1984), pp. 1–33.
- "The Politics of Historical Interpretation: Discipline and De-Sublimation", Critical Inquiry, Vol. 9, No. 1, The Politics of Interpretation (Sep., 1982), pp. 113–137.
- "The Value of Narrativity in the Representation of Reality", Critical Inquiry, Vol. 7, No. 1, On Narrative (Autumn, 1980), pp. 5–27.
- "Interpretation in History", New Literary History, Vol. 4, No. 2, On Interpretation: II (Winter, 1973), pp. 281–314.
- "Foucault Decoded: Notes from Underground", History and Theory, Vol. 12, No. 1 (1973), pp. 23–54.
- as co-editor (1969) with Giorgio Tagliacozzo, Giambattista Vico: An International Symposium. Baltimore and London: Johns Hopkins University Press.
- "The burden of history", History and Theory, Vol. 5, No. 2 (1966), pp. 111–134.
- as co-author (1966) with Willson Coates and J. Salwin Schapiro, The Emergence of Liberal Humanism. An Intellectual History of Western Europe, vol. I: From the Italian Renaissance to the French Revolution. New York: McGraw-Hill, 1966.

### Publikacje w języku polskim
- Problem narracji we współczesnej teorii historycznej, przeł. Mirona Wiewiórowska, [w:] Metodologiczne problemy narracji historycznej, pod red. Jana Pomorskiego, Lublin: UMCS 1990.
- The End of Narrative Historiography [w:] Świat historii. Prace z metodologii historii i historii historiografii dedykowane Jerzemu Topolskiemu z okazji siedemdziesięciolecia urodzin, pod red. Wojciecha Wrzoska, Poznań: Inst. Hist. Uniw. im. A. Mickiewicza 1998, s. 393–409.
- Poetyka pisarstwa historycznego, pod red. Ewy Domańskiej i Marka Wilczyńskiego, Kraków: Universitas 2000 (wyd. 2 poprawione i uzupełnione Kraków 2010).
- Ewa Domańska, Fragmenty (e-mailowej korespondencji z Haydenem White'em), przeł. Ewa Domańska, „Pogranicza” 2008, nr 2, s. 50–54.
- Historiografia i historiofotia, przeł. Łukasz Zaremba [w:] Film i historia: antologia, pod red. Iwony Kurz, Warszawa: Wydawnictwa Uniwersytetu Warszawskiego 2008, s. 117–127.
- Proza Historyczna, pod red. Ewy Domańskiej, Kraków: Universitas 2009.
- Struktura narracji historycznej, przeł. Elżbieta Wilczyńska, „Białostockie Studia Literaturoznawcze” 2010, nr 1, s. 9–27.
- Przeszłość praktyczna, przeł. Agata Czarnacka [w:] Teoria wiedzy o przeszłości na tle współczesnej humanistyki. Antologia, red. Ewa Domańska, Poznań: Wydawnictwo Poznańskie 2010, s. 49–73.
- Polityka interpretacji historycznej. Dyscyplina przeciw wzniosłości, przeł. Emilia Kledzik, „Porównania” 2010, nr 7, s. 7–32.
- Historia i sztuka dzisiaj, przeł. Jan Burzyński [w:] Historia w sztuce, red. Maria Anna Potocka, Kraków: Muzeum Sztuki Współczesnej 2011, s. 177–183.
- Sfera wyobraźni historycznej a polityka historii, przeł. Tomasz Dobrogoszcz, „Przegląd Polityczny” 2011, nr 109/110, s. 38–47.
- Jakub Muchowski, Nie interesuje mnie prawda. Interesuje mnie rzeczywistość – rozmowa z Haydenem White'em, „Historyka” 41 (2011), s. 165–171.
- O fazie badań i fazie pisania w pracy historyka, przeł. Wojciech Gutkiewicz, „Ruch Filozoficzny” 70 (2013), nr 3.
- Przeszłość praktyczna, pod red. Ewy Domańskiej, Kraków: Universitas 2014.